# Hometown Glory
A Hometown Glory Adele angol énekes-dalszerző debütáló kislemeze, amely 2007. október 22-én jelent meg az Egyesült Királyságban. A dal a 19 című debütáló stúdióalbumán (2008) szerepel. A dalt 2008-ban újra kiadták negyedik kislemezeként. Adele 10 perc alatt írta meg, amikor még csak 16 éves volt, miután édesanyja megpróbálta rábeszélni, hogy hagyja el a londoni West Norwoodot egyetemi tanulmányai miatt. A Hometown Glory az első dal, amit Adele valaha is írt.
2007-ben a Hometown Glory az énekes Jamie T Pacemaker Recordings kiadójánál jelent meg limitált kiadású 7"-os vinyl kislemezként, amelyből mindössze 500 példány készült. A dal kezdetben nem került fel a slágerlistákra. Később azonban a 19 című debütáló stúdióalbuma megjelenésének hetében a nagyszámú letöltésnek köszönhetően először sikerült a UK Singles Chart Top 40-es listáján belülre kerülnie. Az 52. Grammy-díjátadón a dal A legjobb női popénekes teljesítmény kategóriában kapott jelölést.

## Háttér és kompozíció
A Hometown Glory 2008. július 21-én jelent meg újra, a Cold Shoulder című második kislemezt követve. A dal 2008. június 18-án került fel a Radio 1 B-listájára, majd 2008. július 2-án felkerült a Radio 1 A-listájára. A B-oldalán most Adele vadonatúj feldolgozása szerepelt, Etta James Fool That I Am című dalából, amelyet egy cambridge-i élő fellépés során rögzítettek. A dal később, 2008-ban Adele debütáló kislemezeként jelent meg az amerikai piacon. Az Egyesült Királyságban való népszerűségének köszönhetően, melynek eredményeképpen csak a letöltési eladások alapján kétszer is a top 40-es listán belül szerepelt, 2008. július 21-én újra kiadták az album harmadik kislemezeként (az eredeti kislemezzel együtt a negyedik). 2008 júliusáig a dal Adele harmadik egymást követő top 20-as kislemeze lett.
A dal a h-moll hangnemben játszódik, 60 ütem per perc tempóban, majd 124 ütem per perc tempóra változik. Adele hangterjedelme D♭3–A5. A Hometown Glory a B♭m(i) – D♭/A♭(III) – D♭/F(III) – G♭maj7/B♭(VI M7) akkordmenetet követi.

## Kereskedelmi teljesítmény
2008. április 13-án a dal a 32. helyen került be az Egyesült Királyság kislemezlistájára, miután bemutatták a Skins című brit televíziós sorozat egyik epizódjában. 2008. július 6-án a Hometown Glory újra a 74. helyen került a listára, majd a következő héten a 49. helyre emelkedett. A fizikai megjelenést követően 2008. július 27-én a 19. helyen érte el a csúcsát.

## Díjak
A Hometown Glory jelölést kapott az 52. Grammy-díjátadón A legjobb női popénekes teljesítmény kategóriában, de alulmaradt Beyoncé Halo című dalával szemben.
| Év   | Szervezet     | Díj                                  | Eredmény | For.  |
| ---- | ------------- | ------------------------------------ | -------- | ----- |
| 2010 | Grammy Awards | A legjobb női popénekes teljesítmény | Jelölve  | [ 4 ] |

## Videóklip
A "Hometown Glory" első, limitált példányszámú vinyl kiadása nem tartalmaz promóciós videót. 2008 júniusában az XL kiadott egy Paul Dugdale által rendezett élő videót a kislemez újrakiadásához. 2009 áprilisában a Columbia végül kiadott egy rendes promóciós videót, amelyet Rocky Schenck rendezett, és a Sony Pictures Studios 29. színpadán forgattak. A videóban Adele énekel, miközben amerikai városok hátterét mozgatják körülötte. A videóklip 2023 decemberéig több mint 125 millió megtekintést ért el a YouTube-on.

## A kislemez dalai és formátumai

### Eredeti kiadás
7" bakelit
1. Hometown Glory
2. Best for Last

### Újrakiadás
CD kislemez
1. Hometown Glory – 4:32
2. Fool That I Am (Live) – 3:45

Digitális EP
1. Hometown Glory – 3:40
2. Hometown Glory (Axwell Radio Edit) – 3:35
3. Hometown Glory (Axwell Club Mix) – 5:11
4. Hometown Glory (Axwell Remode) – 5:55
5. Hometown Glory (High Contrast Remix) – 6:36
6. Hometown Glory (High Contrast Remix) [Instrumental] – 6:35

7" bakelit
1. Hometown Glory – 4:32
2. Fool That I Am (Live) – 3:45

12" bakelit
1. Hometown Glory (High Contrast remix)
2. Hometown Glory (High Contrast remix instrumental)

## Helyezések
| Lista (2007–2012)                     | Legjobb helyezés |
| ------------------------------------- | ---------------- |
| Belgium (Ultratip Flanders)           | 3                |
| Belgium (Ultratip Wallonia)           | 14               |
| European Hot 100 Singles              | 58               |
| Franciaország (Single Top 100)        | 51               |
| Írország (IRMA)                       | 78               |
| Hollandia (Top 40)                    | 25               |
| Hollandia (Single Top 100)            | 86               |
| Skócia (Scottish Singles Top 40)      | 18               |
| Egyesült Királyság (UK Singles Chart) | 19               |

| Lista (2008)       | Helyezés |
| ------------------ | -------- |
| Egyesült Királyság | 162      |

## Minősítések és eladási adatok
| Régió                                                            | Minősítés  | Eladott példányszám |
| ---------------------------------------------------------------- | ---------- | ------------------- |
| Kanada (Music Canada)                                            | platina    | 80 000‡             |
| Egyesült Királyság (BPI)                                         | 2× platina | 1 200 000‡          |
| ‡ Eladási+streaming példányszámok kizárólag a minősítés alapján. |            |                     |

## Fordítás
Ez a szócikk részben vagy egészben  a   Hometown Glory című angol Wikipédia-szócikk fordításán alapul.  Az eredeti cikk szerkesztőit annak laptörténete sorolja fel. Ez a jelzés csupán a megfogalmazás eredetét és a szerzői jogokat jelzi, nem szolgál a cikkben szereplő információk forrásmegjelöléseként.

## Forrás
1. ↑  Adele interview by Pete Lewis, 'Blues & Soul' July 2008. Bluesandsoul.com. [2018. június 25-i dátummal az eredetiből archiválva]. (Hozzáférés: 2012. augusztus 7.)
2. ↑  Adele: Hometown Glory Sheet Music. sheetmusicdirect.com. Universal Music Publishing Limited, 2007
3. ↑  „List of Grammy winners”, CNN Entertainment, 2010. február 1.. [2010. február 4-i dátummal az eredetiből archiválva] (Hozzáférés: 2012. június 20.)
4. ↑  „Complete List of Nominees for the 52nd Annual Grammy Awards”, E Online, 2009. december 3.. [2012. október 19-i dátummal az eredetiből archiválva] (Hozzáférés: 2012. június 20.)
5. ↑  Glossolalia7: ADELE / HOMETOWN GLORY -Behind the Scenes DIRECTOR: ROCKY SCHENCK, 2010. február 12.
6. ↑  "Ultratop.be – Adele – Hometown Glory" (holland nyelven). Ultratip.
7. ↑  "Ultratop.be – Adele – Hometown Glory" (francia nyelven). Ultratip.
8. ↑  Chart Search Results - European Hot 100 Singles 2008-08-09. Billboard.biz. [2012. augusztus 7-i dátummal az eredetiből archiválva]. (Hozzáférés: 2012. augusztus 7.)
9. ↑  "Lescharts.com – Adele – Hometown Glory" (francia nyelven). Les classement single.
10. ↑  Irish Charts Portal: Discography Adele. Hung Medien. (Hozzáférés: 2015. november 24.)
11. ↑  "Nederlandse Top 40 – Adele search results" (holland nyelven) Dutch Top 40.
12. ↑  "Dutchcharts.nl – Adele – Hometown Glory" (holland nyelven). Single Top 100.
13. ↑  "Archive Chart". Scottish Singles Top 40.
14. ↑  "Official Singles Chart Top 100". Official Charts Company.
15. ↑  UK ChartPlus - Official singles chart - 2008. (Hozzáférés: 2012. augusztus 7.)
16. ↑  Canadian single   certifications – Adele – Hometown Glory. Music Canada. (Hozzáférés: 2020. november 19.)
17. ↑  British single   certifications – Adele – Hometown Glory. Brit Hanglemezgyártók Szövetsége. (Hozzáférés: 2024. október 4.)